# Верховина (Миргородський район)
Верхови́на —  село в Україні, у Миргородській міській громаді Миргородського району Полтавської області. Населення становить 15 осіб. Колишній орган місцевого самоврядування — Дібрівська сільська рада.

## Географія
Село Верховина знаходиться за 2,5 км від села Попівка та за 25 км від села Котлярі. По селу протікає пересихаючий струмок з загатою.

## Населення

### Мова
Розподіл населення за рідною мовою за даними перепису 2001 року:
| Мова       | Кількість | Відсоток |
| ---------- | --------- | -------- |
| українська | 14        | 93.33%   |
| російська  | 1         | 6.67%    |
| Усього     | 15        | 100%     |